# K-219 (原子力潜水艦)
|           |                                                                                               |
| 艦歴      |                                                                                               |
| 発注      |                                                                                               |
| 起工      | 1970年5月28日                                                                                 |
| 進水      | 1971年10月8日                                                                                 |
| 就役      | 1971年12月31日                                                                                |
| 退役      |                                                                                               |
| その後    | 1986年10月6日 沈没                                                                            |
| 性能諸元  |                                                                                               |
| 排水量    | 7,766トン, 9,300トン（水中）                                                                  |
| 全長      | 129.8メートル (425.1フィート)                                                                 |
| 艦高      | 11.7メートル (38.5フィート)                                                                   |
| 喫水      | 8.7メートル (28.7フィート)                                                                    |
| 推進      | 90MW VM-4コア使用VM-A 加圧水型原子炉二基 (40,000 馬力 (30 MW))                                |
| 速度      | 水上, 26ノット (48km/h) 潜行時                                                                |
| 航続距離  |                                                                                               |
| 航続時間  |                                                                                               |
| 潜行深度: | 400メートル (1,300フィート) 試験結果                                                          |
| 乗員数    | 120 名                                                                                        |
| 兵装      | 16x潜水艦発射弾道ミサイル 4 x 533 mm (21 インチ) 魚雷発射管 2 x 406 mm (16 インチ) 魚雷発射管 |

K-219（カー219）は、ソ連海軍の667A号計画型弾道ミサイル原子力潜水艦（NATOコードネームは"Yankee I"）の一隻である。本艦は、16基（後に15基）のUDMHとIRFNAで推進するR-27液体燃料ミサイルを搭載し、34発の核弾頭を装備していると推測される。
「K-219」は、冷戦中に発生した潜水艦事故の中でも最も多く語られる艦である。

## 事故
1986年10月3日、バミューダの北東680マイル (1,090 km)で哨戒活動中の「K-219」はミサイル発射塔内の爆発と火災にみまわれた。ミサイル用ハッチカバーのシーリングが破損し、ミサイル発射塔（サイロ）内に流入した海水がミサイルの液体燃料残留物と化学反応を起こした。ソ連海軍は、この漏水が付近で「ある種の作戦」を行っていた米原潜「オーガスタ」との衝突に起因するものであると主張したが、米海軍はあらゆる衝突を否定した。 「K-219」は明らかに以前にも同種の不具合を経験していた。サイロ内に漏れ出した海水とミサイル用燃料の化学反応により発生した爆発の事故により既に1基のミサイル用ハッチカバーが溶接で恒久的に閉鎖されていた。

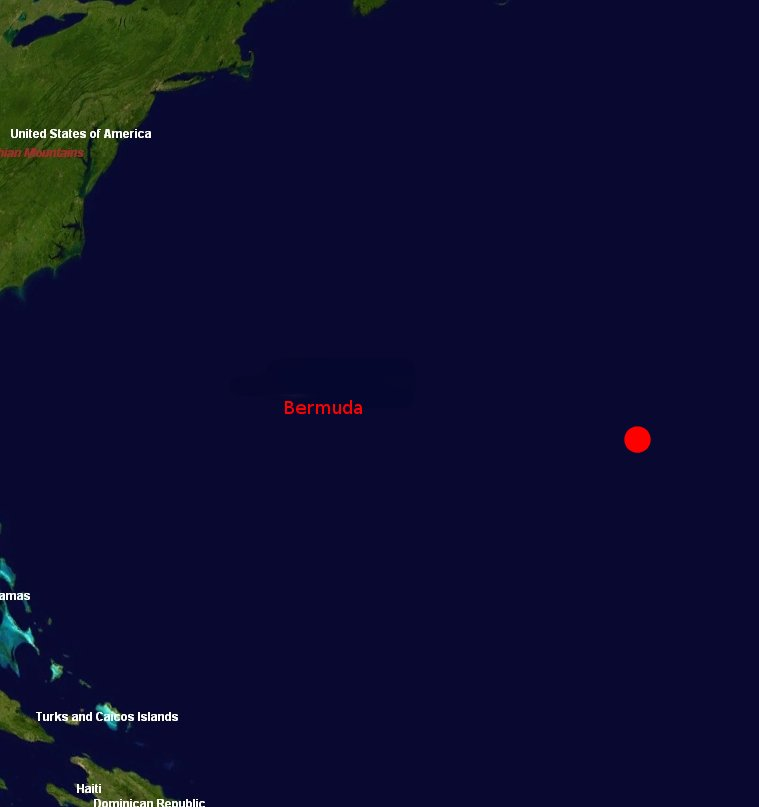
「K-219」の沈没地点

書籍『敵対水域　ソ連原潜浮上せず』（原題：Hostile Waters）の著者達は、生存者、航海日誌、公式の調査報告書、米ソ両国の陸上/海上要員の証言や記述を基に事故を再検証した。モスクワ時間5時30分少し過ぎに「K-219」の第6サイロ内に漏れ出した海水がミサイルの燃料と反応して硝酸が発生した。「K-219」の兵装士官アレクサンドル・ペトラチコフ（Alexander Pertachkov）は、この事態にサイロのハッチカバーを開放してミサイルを海中投棄することで対処しようとした。5時32分少し過ぎに第6サイロで爆発が生じ、収納されていたRSM-25ロケットとその2基の弾頭は第6サイロから海中に放出された。
事故当時の「K-219」副長イーゴリ・クルジン（Igor Kurdin）大佐と米海軍のウェイン・グラスドック（Wayne Grasdock）少佐は『Undersea warfare』の中で爆発が発生した状況を以下のように記している：
| 「 | 0514時に第IV区画（前部ミサイル区画）にいたBCh-2士官と当番技術兵が第6ミサイル発射管（左舷、艦首から3番目の発射管）の蓋の下部から水が滴っているのを発見した。蓋の圧入準備段階で水滴は水流に変わった。BCh-2士官は第6ミサイル発射管への海水の流入を報告し、0525時に艦長は第6ミサイル発射管から排水するために排水ポンプが使用できる安全な深度（46 m）までの浮上を命じた。0532時に酸化剤の茶色い煙が第6ミサイル発射管の蓋の下部から発生し始め、BCh-2士官は当該区画に事故警報を発令すると共にGKP（主発令所）に状況を報告した。余地を空けるために人員は他の区画に配されたが、9名は第IV区画に留まった。艦長は全艦事故警報を発令した。これは乗組員に対し1分以内に全区画の密閉閉鎖を含む初期損害制御対応の実施を命じるものであった。5分後の0538時に第6ミサイル発射管で爆発が起こった | 」 |

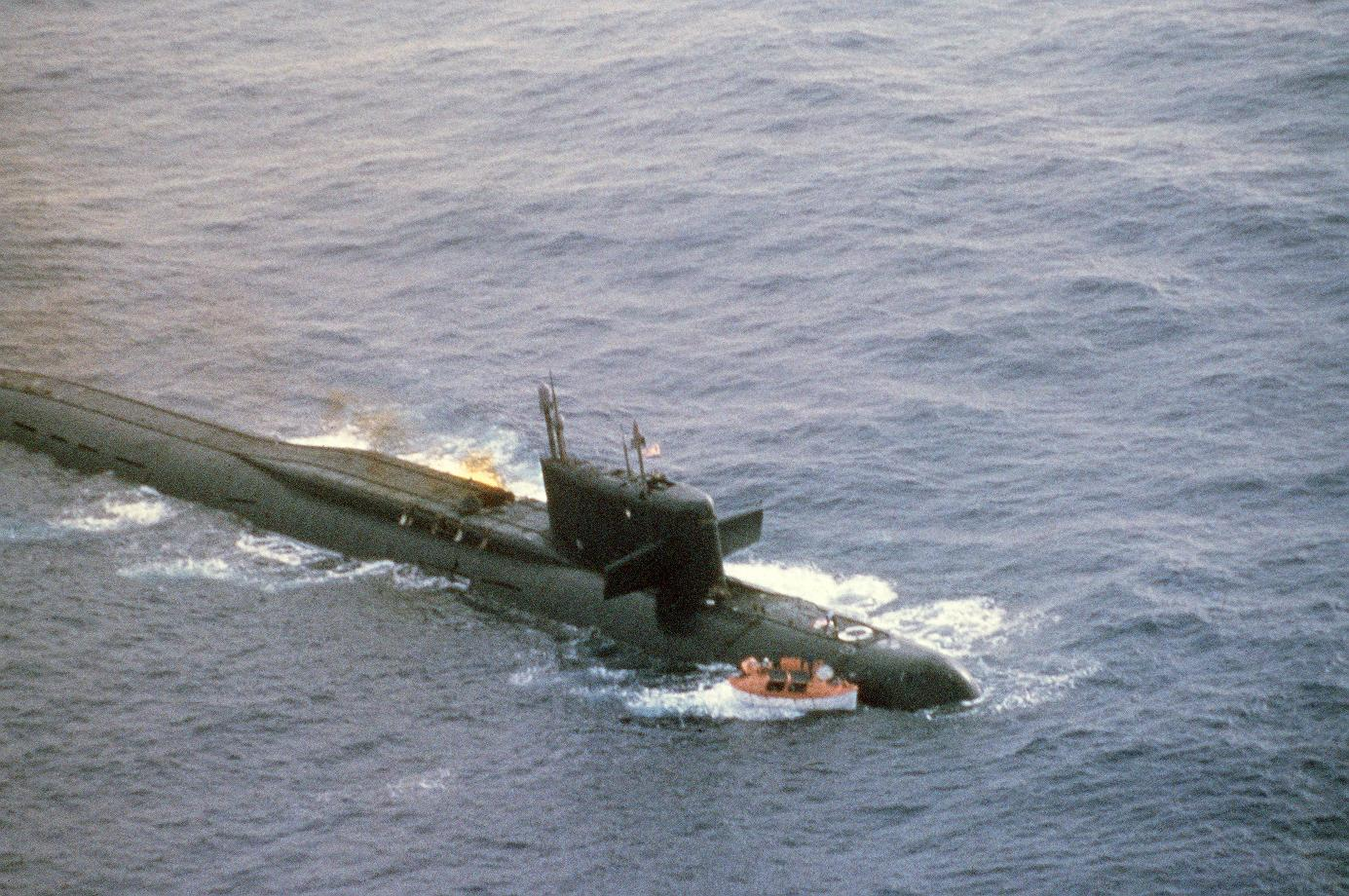
損傷したK-219

爆発によりサイロが破損し、硝酸ガスがミサイル区画に流入。ペトラチコフを含む3名のミサイル担当員が死亡。2基の原子炉を停止させるために艦は緊急浮上した。この原子炉の安全の確保は、原子炉区画士官のニコライ・ベリコフと、19歳の少年水兵セルゲイ・プレミーニンによる決死隊が、稼働中の原子炉室に突入して成し遂げた。僅かな酸素キャニスターと軽作業用の防護服、重い鉄製レンチを使い、手作業で原子炉を停止させる作業途中、ベリコフが酸欠と高温で失神。プレミーニンはベリコフを退避させ、再び単身で原子炉室に突入。炉を停止させた後、隣接区画に退避しようとしたが、高温となった原子炉区画の気圧差によりドアが開けられず、また有毒ガスの漏出で隣接区画からの救助もかなわず、被曝により死亡した。艦長のイーゴリ・ブリタノフ（Igor Britanov）中佐は、7,000キロメートル (4,300 mi)彼方の母港ガジーヴォ（Gadzhievo）までソ連の貨物船の曳航により帰港するように命じた。
曳航索が繋がれたが曳航の試みは失敗し、有毒ガスが艦の最後尾区画まで漏れ出すとブリタノフは本国からの命令に反して総員退去と曳航船への退避を命じた。ブリタノフ自身はK-219に留まった。
艦の修復と哨戒の継続をブリタノフが行わないことに怒ったモスクワは、救援物資を載せたIl-62を現場海域に急派すると共に、「K-219」の保安士官ヴァレリー・プシェニーチニ（Valery Pshenichny）に対し艦の指揮を引き継ぎ、生存する乗組員を艦に戻し、任務に復帰するように命じた。しかし、Il-62の投下した物品はコンテナの破損などでほとんど回収出来なかった上、艦内の有毒ガス汚染は発令所まで拡大、更に周囲は米軍艦船が集結。その監視下での復旧作業は事実上不可能であり、ブリタノフはプシェニーチニに反対命令を下令。乗組員を貨物船に留まらせた。やがて艦の浸水は回復可能な量を超え、1986年10月6日に「K-219」はハッテラス（Hatteras）深海平原の底の水深約6,000 m (18,000 ft)へ沈み、ブリタノフはゴムボートで間一髪脱出した。「K-219」に搭載されていた核兵器一式は艦と共に失われた。
1988年にソ連の海底探査船「ケルディッシュ（Keldysh）」が沈没した「K-219」の真上に停船し、潜水艦が正立した状態で海底の砂地に沈船しているのを発見した。艦は艦橋（Conning tower）の前で2つに折れた状態で、ミサイル・サイロのハッチの幾つかはこじ開けられ、ミサイルは弾頭と共に消え去っていた。
プレミーニンは、その勇敢な行為により原子炉の安全を確保したことで死後に赤星勲章が授与された。ブリタノフは、時の国防大臣であるセルゲイ・ソコロフの意向もあって、怠慢、サボタージュ、反逆の罪で訴追。極刑に処される事が予想された。一時収監されずにスヴェルドロフスクの軍施設で軍法会議に向け待機させられていたが、1987年5月28日に発生したルスト事件でソビエト軍全体の威信は地に落ち、当のソコロフが責任を問われ1987年5月末に解任。新国防相にドミトリー・ヤゾフ国防次官が昇格すると、ブリタノフに対する訴追は取り下げられた。

## 映画『敵対水域』
上記で触れた同名の書籍を基にして「K-219」の喪失を描いた英国のBBCとHBOが共同制作したルトガー・ハウアー、マーティン・シーン、マックス・フォン・シドー出演のテレビ映画『敵対水域』（原題：Hostile Waters）が1997年に米国内でワーナー・ブラザースから発売された。2001年にブリタノフ元艦長は、自身の話と人物像に関する使用許諾を得ようとしなかったことと映画が事象を不正確に描き、艦長を無能に見せていることでワーナー・ブラザースに対し訴訟を起こした。3年に渡る審理を経て裁判所はブリタノフに有利な判定を下した。ロシアのメディアは、示談金が数万USドルにのぼると報じた。
ソ連は「K-219」の破損が「オーガスタ」との衝突により生じたと主張していたが、米国政府は公式にこの一件に関しては否定し続けている。米海軍は、この書籍と映画に関して以下の声明を発表した。
| 「 | - 米海軍は、通常は潜水艦の作戦に関するコメントは発表しないが、この件に関しては映画のシナリオが酷すぎるので海軍当局は反応せざるを得ない。 - 米海軍は、米海軍潜水艦の何れかがロシアのヤンキー型原子力潜水艦（K-219）と衝突したこと、及び海軍当局がロシアのヤンキー型原子力潜水艦の喪失の結果引き起こされた犠牲者を生み出した原因となる事象に何らかの関与をしたことを断固として否定する。 | 」 |

イーゴリ・クルジン大佐（元「K-219」副長）と米海軍のウェイン・グラスドック（Wayne Grasdock）少佐は、米海軍のウェブサイトに投稿した記事の中で「K-219」と「オーガスタ」との如何なる衝突も否定している。ブリタノフ元艦長自身も衝突を否定している。ブリタノフは、「K-219」の事故に関するソ連政府の説明に追従することを拒否したためソ連当局の参考人には招致されなかったと語った。
キャスト
※括弧内は日本語吹替。
- イーゴリ・ブリタノフ：ルトガー・ハウアー（原康義）
- オーロラ号艦長：マーティン・シーン（佐々木勝彦）
- チェルナヴィン提督：マックス・フォン・シドー（大木民夫）
- プシェニーチニ：コルム・フィオール（金尾哲夫）
- セルゲイ・プレミーニン：ロブ・キャンベル（高瀬右光）
- クイン提督：ハリス・ユーリン（佐々木梅治）
- カーティス中尉：レジーナ・テイラー（田中敦子）
- ブロック：トッド・ボイス（中田和宏）
- ジョン・ロスマン
- マイケル・アトウェル
- ドミニク・モナハン
- アレクシス・デニソフ

## 犠牲者
事故による直接の犠牲者は以下の通り： 
| 1986年10月3日の死亡                                      | 1986年10月3日の死亡 | 1986年10月3日の死亡 |
| -------------------------------------------------------- | ------------------- | ------------------- |
| アレクサンドル・ペトラチコフ（Petrachkov, Alexander V.） | 少佐                | 兵装士官            |
| イゴーリ・ハルチェンコ（Kharchengo, Igor K.）            | 水兵                | 技術兵員            |
| ニコライ・スマグリューク（Smaglyuk, Nicolai）            | 水兵                | 兵装担当            |
| セルゲイ・プレミーニン（Preminin, Sergei A.）            | 水兵                | 原子炉担当          |
| 事故による健康被害の合併症により後日死亡                 |                     |                     |
| ウラジミール・カルパチョフ（Karpachev, Vladimir N.）     | 大尉                | 艦長補佐            |
| ウラジミール・マルコフ（Markov, Vladimir P.）            | 少佐                | 通信士官            |